# Revda
Revda (ru. Ревда) este un oraș din regiunea Sverdlovsk, Federația Rusă, cu o populație de 62.667 locuitori.